# سووش
سووش (بالإنجليزية: swoosh)‏ هي علامة تجارية لشركة تجارية تدعى نايك وتعبر واحد من أكثر العلامات المعروفة والمشهورة في العالم.
صممت سووش في عام 1971 بواسطة كارولين دافيدسون مقابل 35 دولار .